# Abbeville (Calvados)
Abbeville era una comuna francesa, que estaba situada en el departamento de Calvados, de la región de Normandía, que en 1833 pasó a ser repartido entre las comunas de Ammeville y Vaudeloges, por fusión simple.

## Demografía
| Gráfica de evolución demográfica de Abbeville (Calvados) entre 1793 y 1831 |
|                                                                            |

Los datos demográficos contemplados en este gráfico de la comuna de Abbeville, se han cogido de 1793 a 1831 de la página francesa EHESS/Cassini.